# Algonemertes alba
Algonemertes alba är en djurart som tillhör fylumet slemmaskar, och som beskrevs av Corrêa 1954. Algonemertes alba ingår i släktet Algonemertes och familjen Tetrastemmatidae. Inga underarter finns listade i Catalogue of Life.